# Сомано
Сома̀но (на италиански: Somano; на пиемонтски: Soman, Соман) е село и община в Северна Италия, провинция Кунео, регион Пиемонт. Разположено е на 516 m надморска височина. Населението на общината е 370 души (към 2010 г.).